# ファイバーボード
ファイバーボードは、蒸解した木材繊維を接着剤と混合して熱圧成型した木質ボードの一種。比重が小さい方からインシュレーションボード、MDF、ハードボードに区分される。パーティクルボードよりもエレメントが小さいために均質であり、木材の持つ異方性はほとんど無い。原料として未利用廃材や低質木材が主に利用される、リサイクル製品である。FBと略されることもある。

## ファイバーボードの区分
JIS A 5905 による。

### インシュレーションボード
密度：0.35g/cm3未満（IFB：Insulation Fiber Board）。

### MDF（ミディアムデンシティファイバーボード）
密度：0.35g/cm3以上、0.80g/cm3未満。中密度繊維板（Mid Density Fiber Board）。

### ハードボード
密度：0.80g/cm3以上。廃材等を細く裁断して、繊維状に解きほぐした材料に水を混ぜ、加圧加熱成形する。接着剤を殆ど使用せず、木材に含まれるポリフェノールであるリグニンの作用で結着させる

。